# Плякин, Роман Георгиевич
Роман Георгиевич Плякин (30 сентября 1900, с. Николаевское, область Войска Донского − 29 июля 1983, Киев) — военный врач, генерал-майор медицинской службы (25.05.1944).

## Биография
В Красной Армии с 1920 года, участник Гражданской войны в России.
Окончил Военно-медицинскую академию (1930). Военный врач, затем - начальник военного госпиталя. С сентября 1940 г. начальник отделения СО КОВО.
С июля 1941 г. по февраль 1942 г. — начальник отдела ВСУ Юго-Западного фронта. В дальнейшем — заместитель начальника ВСУ Юго-Западного, Донского (10. 1942 — 03.1943), Центрального, Белорусского (10. 1943 — 02. 1944) и 1-го Белорусского фронтов (с февраля 1944 до конца войны). Генерал-майор медицинской службы(25.05.1944).
Участвовал в организации медицинского обеспечения войск фронта в Киевской, Елецкой, Барвенковско-Лозовской и других операциях. Один из руководителей медицинской службы фронта в Сталинградской и Курской битвах, в Белорусской, Висло-Одерской, Берлинской и других операциях.
Организовал лечение раненых со сроками лечения 20—25 дней в армейских госпиталях, что позволило сократить потребность в эвакуационных средствах и уменьшить загрузку фронтовых госпиталей. За это награждён полководческой наградой — орденом Богдана Хмельницкого II степени.
Уволен с военной службы в 1956 г.
Кандидат медицинских наук. Автор нескольких научных работ.
Награждён 9 орденами и многими медалями.
Умер в 1983 году в Киеве, похоронен на Лукьяновском военном кладбище.